# Bonyhay Benjamin
Bonyhay Benjamin (Füzesgyarmat, 1805. október 11. – Mezőberény, 1885. szeptember 9.) ügyvéd és megyei hivatalnok.

## Élete
Atyja Bonyhay Sándor református lelkész. A gimnáziumi jogi tanfolyamot Debrecenben végezte el, és letette az ügyvédi vizsgát; 1824–1825 között a német nyelv elsajátítása miatt Lőcsén élt. 1826-ban Békés megyében joggyakornokként dolgozott, és 1827-ben Mezőberényben jegyzővé választották. 1845 végén köszönt le hivataláról.
1846-ban a békés-bánáti református egyházmegyében előbb a gyomaendrődi, majd a gyulai kerületben volt iskolai felügyelő, 1848. május 9-től megyei árvaügyi számvevő, 1849 tavaszán árvaügyi főszámvevőnek választották meg. A világosi fegyverletétel után Mezőberénybe vonult vissza, és mint a békés-bánáti református egyházmegye tanácsbírája részt vett a pátens elleni küzdelemben.

## Munkái
- A falu birája. Az 1840. országgyűlési ifjuság által alapított népkönyv-kiadó-egyesülettől első jutalomra érdemesített pályamű. Buda, 1846. (Népszerű elbeszélések II.)
- Népiskolai jutalomkönyv jó gyermekek számára. Szarvas, 1848. (3. bőv. kiadás. Arad, 1863.)
- Három komának beszélgetése a szabadságról. Debreczen, 1867.
- Könnyebb egy atyának hat gyermeket eltartani, mint hat gyermeknek egy atyát. Költői elbeszélés.
- Hasznos mulattató kisebb és nagyobb korú gyermekek számára. Debreczen, 1869.
- Jótékonyság lantja. Uo. 1874. (Népies költői beszélyei.)
- Irányadó az iskolában és az életben. Bpest, 1886. (A négy kiadást ért Népiskolai jutalomkönyv után irva és átdolgozva.)

Népies cikkeket, beszélyt és verseket közölt a következő lapokban: Vasárnapi Ujság (1858–63. 1881.), Divatcsarnok (1859.), Pesti Napló (1886. 155. 157.), Magyarország és a Nagyvilág (1868.), Békés (1875.), Békésmegyei Közlöny (1880. 161–164. sz. 1884. 89. sz.), Vas Gereben Falu Könyvébe (1851.) és Falusi Estékbe (1853–54.), Prot. Népkönyvtárba (1857.), Csokonai Albumba (1861.), Prot. Naptárba (1860. 1876–77. 1883.) és a Néptanítók Könyvébe.
Utolsó éveiben tájszavak gyűjtésével foglalkozott.